# Districte de Wissembourg
El Districte de Wissembourg és un antic districte del departament francès del Baix Rin, a la regió del Gran Est. Comptava amb 5 cantons i 68 municipis. El cap del districte era la sotsprefectura de Wissembourg. Limitava amb els estats alemanys de Renània-Palatinat i Baden-Württemberg.
El 2015 es va fusionar amb el districte de Haguenau per crear el nou districte de Haguenau-Wissembourg.

## Cantons
cantó de Lauterbourg - cantó de Seltz - cantó de Soultz-sous-Forêts - cantó de Wissembourg - cantó de Wœrth